# Aktivkohlefilter

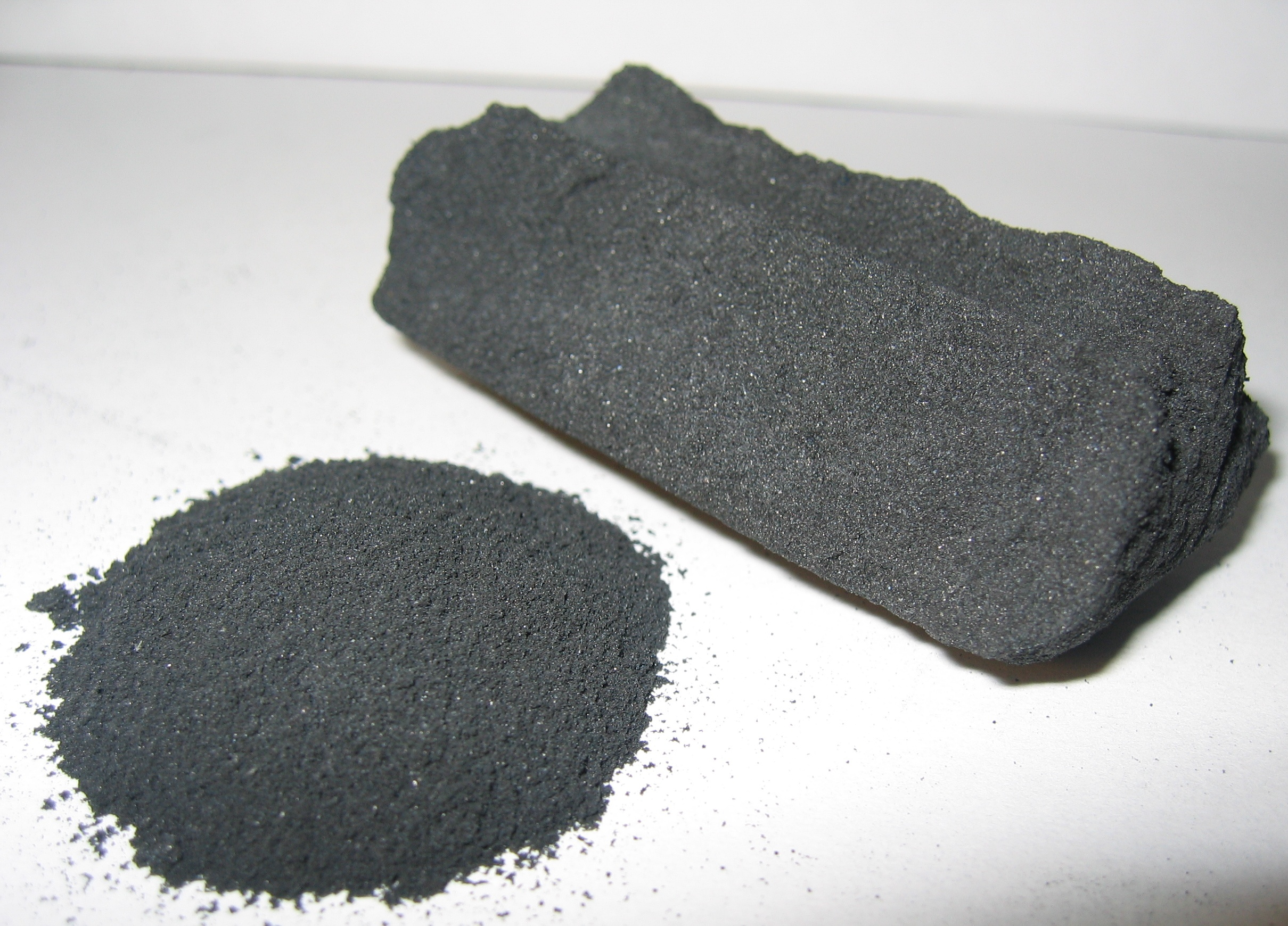
Aktivkohle in Pulver- und Blockform

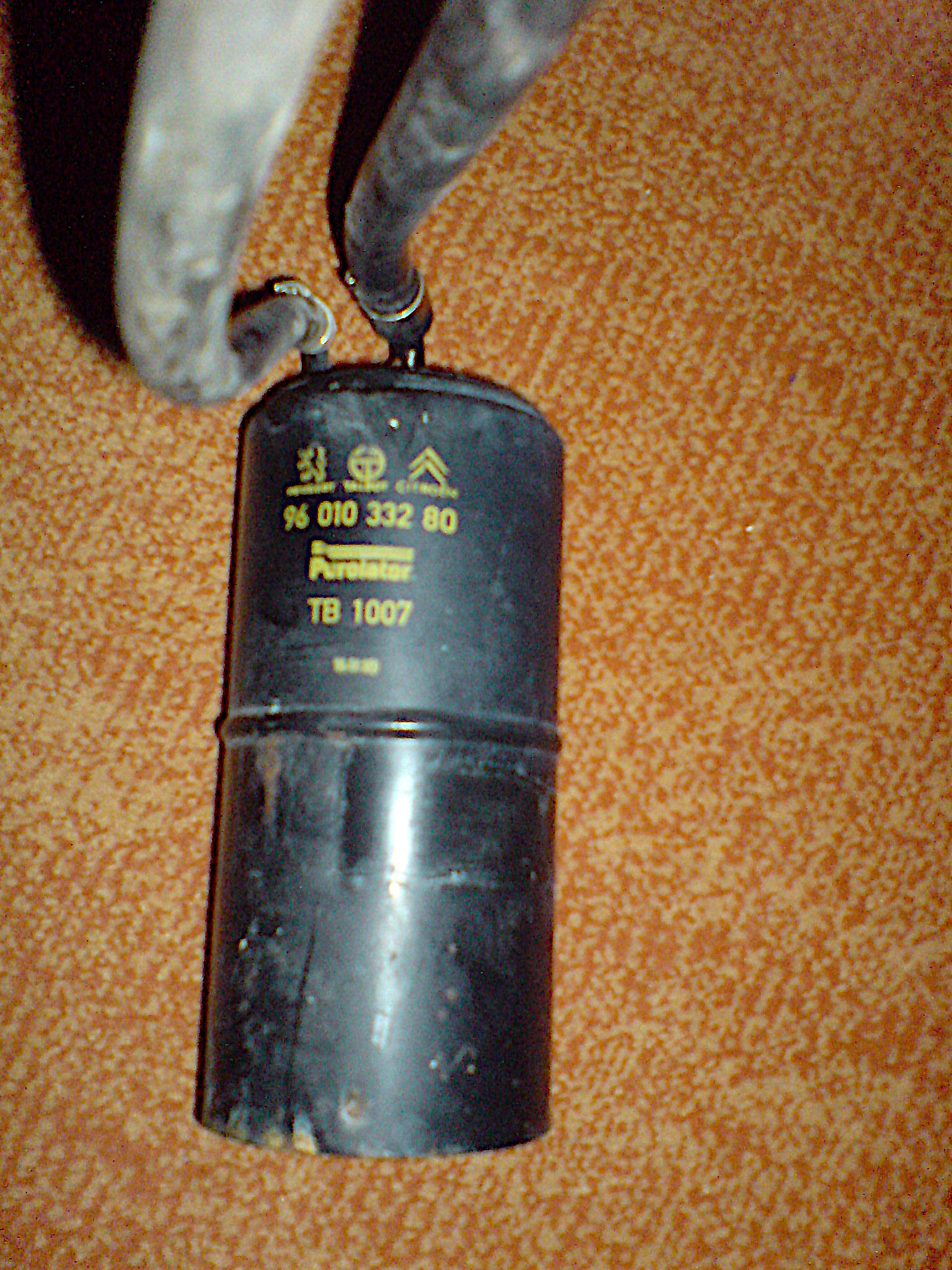
Der Aktivkohlefilter eines Peugeot 205

Als Aktivkohlefilter werden Filter bezeichnet, die Aktivkohle enthalten. Derartige Filter werden sowohl für die Behandlung und Reinigung von Gasen wie auch von Flüssigkeiten verwendet.
Zweck ist die Entfernung von störenden Stoffen wie Staub, Schwermetallen sowie unerwünschten und giftigen Chemikalien aus Gasen oder Flüssigkeiten.

## Wirkungsweise
Mit der Verwendung von Aktivkohle in einem Filter werden unterschiedliche Aufbereitungsziele ermöglicht. Einerseits werden wie bei Filtern üblich ungelöste mechanische Partikel abfiltriert. Nähere Angaben hierzu sind unter Filter (Fluidtechnik) angeführt.
Aktivkohle besitzt eine sehr große innere Oberfläche, die gelöste Partikel adsorbiert.
Der Kohlenstoff wirkt zusätzlich als Reduktionsmittel und kann Oxidationsmittel wie Ozon und Chlor aus Abluft sowie Brauch- und Abwasser aufnehmen.
Bei der Filterung und Adsorption werden die zu entfernenden Substanzen von der Aktivkohle aufgenommen und in der Kohlenstoffmasse angereichert. Bei der Reduktion wird der Kohlenstoff im Gegensatz hierzu zum Teil bis zum Kohlenstoffdioxid oxidiert und damit verbraucht. Die Aktivkohlenmenge verringert sich und muss gelegentlich nachgefüllt werden. Die Reaktionsgleichung bei der Entfernung von Ozon lautet:
{\displaystyle \mathrm {2\ O_{3}+C\longrightarrow \ 2\ O_{2}+CO_{2}} }
Allerdings kann Aktivkohle auch über katalytische Reaktionen zum Abbau und der Eliminierung von beispielsweise Chloraminen verwendet werden. Hierfür wird in der Literatur folgender Mechanismus angeführt:
{\displaystyle \mathrm {\ C+NH_{2}Cl+H_{2}O\longrightarrow \ NH_{3}+HCl+CO} }
{\displaystyle \mathrm {\ CO+2\ NH_{2}Cl\longrightarrow \ C+2\ HCl+N_{2}+H_{2}O} }
Durch Filterung aufgenommene Feststoffe erhöhen den Filterwiderstand und müssen durch Rückspülungen aus dem Filterbett wieder entfernt werden. Gegebenenfalls ist auch die Regeneration des Filters durch Waschen, Erhitzung oder Austausch der Aktivkohle möglich.
Durch Adsorption aufgenommene Substanzen reichern sich in der Kohle an. Je nach Aktivkohlentyp und der Art der adsorbierten Substanzen sind Anreicherungen von 10 bis etwa 20 Gewichtsprozent möglich, bevor es zu einem Durchbruch kommt.
Erschöpfte Aktivkohle wird ausgetauscht. Die beladenen Massen werden entsorgt oder können aber auch thermisch wieder für eine Weiterverwendung aktiviert werden.

## Anwendungsgebiete
In der Industrie werden Aktivkohlefilter zur Reinigung der Luft eingesetzt, um die Belastung für Mitarbeiter zu verringern.
Filter mit dem Filtermedium Aktivkohle werden in der technischen Wasseraufbereitung häufig verwendet. Für die Aufbereitung von Oberflächenwasser mit Verunreinigungen wie Huminsäuren oder Ligninsulfonsäuren werden Aktivkohlefilter etwa den Ionenaustauschern vorgeschaltet. Die Aktivkohle adsorbiert die Verunreinigungen, die sonst die Ionenaustauschharze in den nachgeschalteten Filtern durch Fouling schädigen würden. Für die Adsorption von Ölspuren in Betriebskondensaten in der Industrie werden ebenfalls Aktivkohlefilter verwendet.

Die Skizze zeigt anhand vereinfachten Aufbaus, wie Rohwasser durch einen Aktivkohle-Wasserfilter mit üblichen Anschlussleitungen aufbereitet wird. In der Trinkwasser- und Abwasseraufbereitung werden sie in der Regel zur adsorptiven Rückhaltung von Geruchs- und Geschmacksstoffen sowie von schädlichen organischen Substanzen wie Halogenkohlenwasserstoffe und Pestizide verwendet.
Aktivkohle kann auch eingesetzt werden als wässrige Suspension mit Pulverkohle, dosiert zum Rohwasser vor einer Filteranlage oder als Bestandteil des Anschwemmmittels für Anschwemmfilter. Eine weitere Möglichkeit ist eine Schicht von Kornkohle, die auf Kies oder einem anderen Filtermaterial aufliegt. Im letzteren Fall werden derartige Filter Schichtbettfilter genannt.
In größeren Anlagen mit Kornkohle ist es aus wirtschaftlichen Gründen sinnvoll, nach Erschöpfung bzw. Beladung die Aktivkohle thermisch für eine Weiterverwendung aufzubereiten.
Die meisten Atemschutzmasken-Filter sind ebenfalls mit Aktivkohle gefüllt.
In Geräten zur Wohnraumbelüftung kann ein Aktivkohlefilter verwendet werden, um Feinstaub aus der Frischluft zu entfernen.
Für Dunstabzugshauben werden Aktivkohlefilter bei Umluftbetrieb zum Ausfiltern der Gerüche angeboten. Ein Fettfilter wird vorgeschaltet, damit die Poren der Kohle nicht verkleben.
Das Aktivkohlegranulat hat in der Regel eine Körnung von 3 bzw. 4 mm Durchmesser und ist häufig in einem Kunststoffträgermaterial eingebunden.
Es werden auch regenerierbarer Filter angeboten, die mehrmals im Backofen oder in der Geschirrspülmaschine aufgefrischt werden können, bevor sie ausgetauscht werden müssen. Sie sind wenigstens dreimal so lange verwendbar wie Einweg-Filter.
In der Aquaristik wird der Aktivkohlefilter verwendet, um kurzfristig Schadstoffe oder Medikamentenreste aus dem Wasser zu filtern.
In Festplatten werden diese Filter als Staubrückhalt eingesetzt, um im Inneren der Festplatte für den gleichen Druck wie außen sorgen zu können, ohne dass Staub oder anderer Schmutz die rotierenden Scheiben beschädigt.

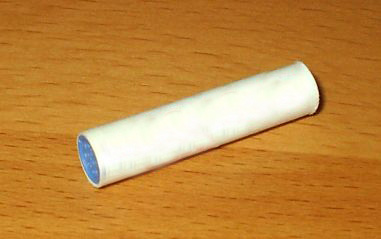
Pfeifenfilter mit Aktivkohle (Durchmesser: 9 Millimeter)

Als Pfeifenfilter, bei manchen Zigarillos und in Zigarettenfiltern wird Aktivkohle eingesetzt. Durch die porösen Kohlestücke wird der Rauch wie durch ein Labyrinth geführt, wodurch ein großer Teil der schädlichen Stoffe wie Nikotin im Filter zurückbleiben; sie beeinträchtigen leicht den Tabakgeschmack.
Aktivkohlefilter finden auch beim Indoor-Growing zur Gewinnung von Marihuana Anwendung, um den Geruch blühender Cannabispflanzen zu mildern.
Ebenfalls genutzt werden Aktivkohlefilter in den Lüftungsanlagen von Autos. Heutige Lüftungssysteme in Autos besitzen häufig Aktivkohlefilter, um Gerüche von außen zu filtern.
In benzinbetriebenen Fahrzeugen werden Aktivkohlefilter in der Tankentlüftung eingesetzt um die Emission von Kraftstoffdämpfen zu minimieren.